# Oredlighet mot borgenär
Oredlighet mot borgenär, brott mot borgenär som föreligger bl.a. när en gäldenär på eller är nära obestånd avhänder sig egendom av betydande värde.
Brottet sker när en gäldenär på eller är nära obestånd avhänder sig egendom av betydande värde när konkurs är nära förestående, ur Sverige för bort egendom av betydande värde eller, i konkurs, undandrar eller undanhåller konkursförvaltaren någon tillgång. Detsamma gäller om tillgången finns i utlandet. 
Straffet är fängelse i högst två år. Vid grovt brott döms till fängelse i lägst sex månader och högst sex år. Brottet bedöms som grovt om gärningsmannen beedigat oriktig uppgift eller använt falsk handling eller vilseledande bokföring eller om brottet varit av betydande omfattning eller annars av särskilt farlig art.